# Carlo del Mantegna

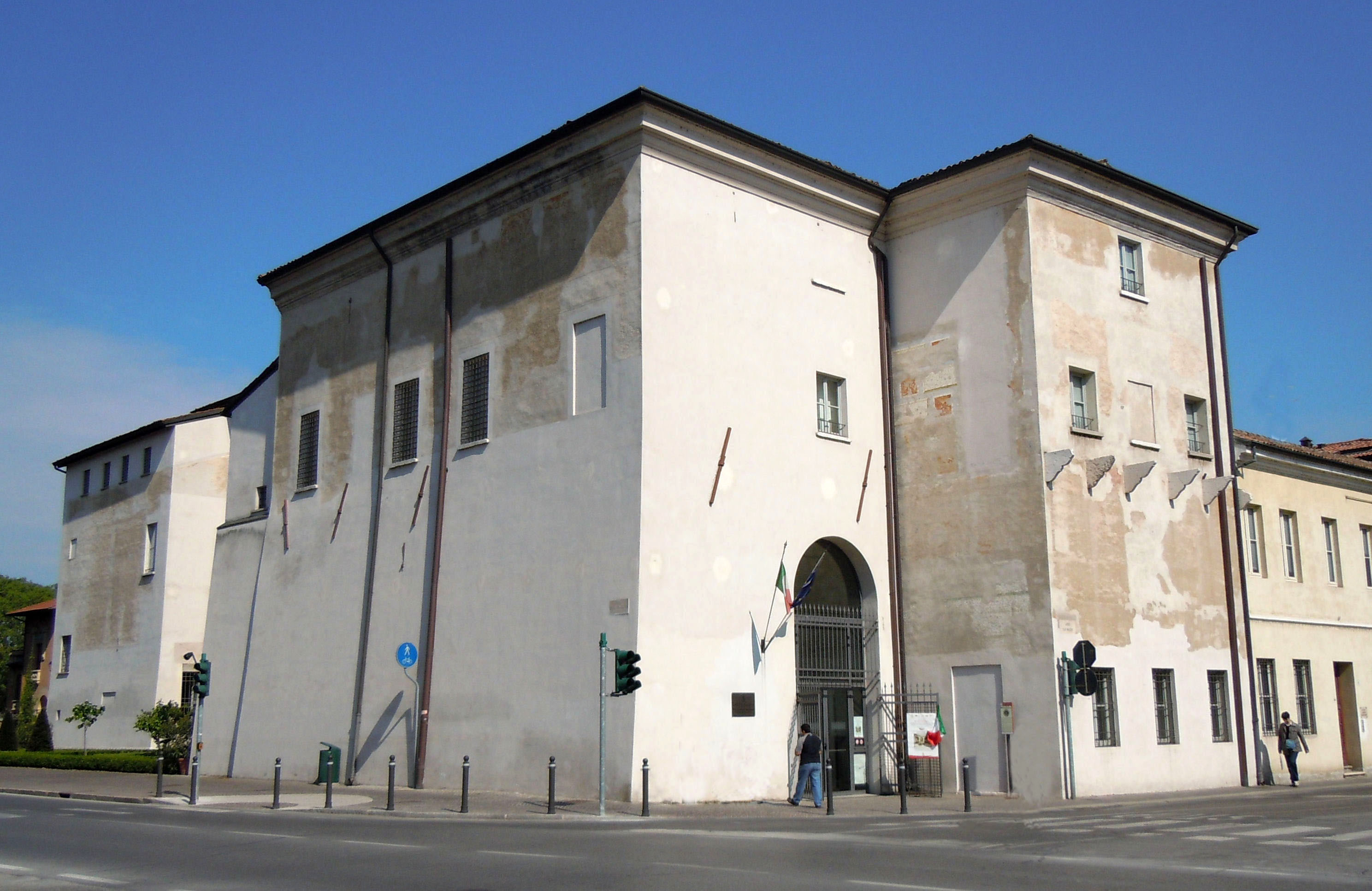
Mantova, Palazzo di San Sebastiano

Carlo del Mantegna (Mantova, 1458 circa – 2 gennaio 1546) è stato un pittore italiano, attivo agli inizi del Cinquecento.

## Biografia
Allievo del pittore Andrea Mantegna, fu attivo nel 1513 a Genova per il doge Ottaviano Fregoso e qui aprì una scuola di pittura che diede valenti artisti. Fu tra i pittori che affrescarono il Palazzo di San Sebastiano di Mantova e lavorò nella cappella Mantegna. Eseguì importanti lavori anche per l'Abbazia di San Benedetto in Polirone a San Benedetto Po.
Secondo il parere di alcuni storici, Carlo del Mantegna sarebbe da individuare con il pittore Carlo Braccesco. Per altri si tratterebbe di Carlo Richesani «de Curtanculfo», cioè Cortincolfo di Castelbelforte, vicino a Mantova.